# Фелито
Фелѝто (на италиански: Felitto) е село и община в Южна Италия, провинция Салерно, регион Кампания. Разположено е на 275 m надморска височина. Населението на общината е 1332 души (към 2010 г.).